# 네시 상륙작전 최장군입니다
《네시 상륙작전 최장군입니다》는 평일 오후 16시 5분부터 18시까지 주말 오후 16시부터 18시까지 방송하는 TBS FM 최장군 전문 라디오 프로그램이다.

## 같이 보기
- TBS FM